# Подмишница
Подмишницата (на латински: Axilla) е площта върху човешкото тяло разположена директно под ставата, където ръката се свързва към рамото.

## Гъдел
За някои хора площта под мишниците може да бъде особено неприятна при гъделичкане, което вероятно се дължи на големия брой нерви, които съдържа.